# Щукарев, Александр Николаевич
Александр Николаевич Щукарев (1861—1900) — русский историк и педагог.

## Биография
Родился в Санкт-Петербурге в 1861 году в семье капитана Николая Васильевича Щукарева, который позже выслужил генеральский чин. 
По окончании, в 1885 году, курса на историко-филологическом факультете Санкт-Петербургского университета, был командирован за границу, где слушал лекции профессоров Кирхгофа, Курциуса, Роберта и Фуртвенглера.
Преподавал древние языки в Царскосельской гимназии (1889—1890) и в петербургской гимназии Гуревича.
В 1890 году за диссертацию «Исследования в области каталога афинских архонтов III века до Рождества Христова» получил степень магистра всеобщей истории.
С 1891 года — приват-доцент по кафедре всеобщей истории в Санкт-Петербургском университете, где с 1894 года читал курс истории искусства. Были изданы его «Лекции по истории искусства эпохи Возрождения с введением о средневековом искусстве» (СПб., 1897. — 223 с.) и «Лекции по истории искусства» (СПб., 1899. — 180 с.).
Кроме статей по эпиграфике, помещённых в русских и иностранных журналах, напечатал ряд других трудов. В журнале «Филологическое обозрение» вёл «Археологическую хронику эллинского Востока» (с 1891). Был автором статей в «Энциклопедическом словаре Брокгауза и Ефрона».
Был награждён орденами Св. Анны 3-й степени и Св. Станислава 3-й степени, медалью в память царствования Императора Александра III.
Умер 10 (23) октября 1900 года в Санкт-Петербурге. Похоронен на Волковском православном кладбище Петербурга, предположительно с родителями — Николаем Васильевичем и Ольгой Павловной Щукаревыми.

## Избранные труды
- К каталогу афинских архонтов. — Ч. I, II // Журнал Министерства народного просвещения. — 1888; // греч. Έφημ. Άρχαιολ. — 1887; фр. Bull. de Corr. Hellen. — 1888;
- Μεγαρικαί Επιγραφαί // Έφημ. Άρχ. — 1886; // Журнал Министерства народного просвещения. — 1887;
- Ein unedirter attischer Catalogus judicialis // Ath. Mitt. — 1887.
- Археологическая хроника эллинского Востока. — М., 1892. — 92с.